# Мирослав Бијелић
Мирослав Бијелић (Београд, 14. април 1937 — Београд, 3. септембар 2010) био je српски филмски и позоришни глумац и књижевник.

## Биографија
Дипломирао је на Позоришној академији и као глумац играо и режирао у Београдском драмском позоришту. Једно време је био управник тог позоришта. Био је познат по свом препознатљивом гласу из цртаних филмова. Позајмио је глас у многим краткометражним цртаћима, али и у цртаном серијалу Открића без границе и Трансформерси (Саундвејв).
Од 1980. до 1982. био је председник Удружења драмских уметника Србије (УДУС). Остварио је низ улога у серијама и филмовима, а публика га је запамтила по улози Мирка Павловића и серији Бољи живот.
Од гимназијских дана се бавио књижевним стваралаштвом. Добитник је већег броја друштвених признања. Писао је бројне прилоге и текстове за програме и радија. Године 2005. написао је књигу „Траг времена“ која се бави Београдом и Чукарицом некада. Био је веома ангажован у емисијама на радију. Преминуо је у Београду, 3. септембра 2010. године.

## Улоге
| Год.       | Назив                                                   | Улога                                                       |
| ---------- | ------------------------------------------------------- | ----------------------------------------------------------- |
| 1960.-те   |                                                         |                                                             |
| 1963-1964. | На слово, на слово (ТВ серија)                          |                                                             |
| 1965.      | Корени (ТВ)                                             |                                                             |
| 1965.      | Фунта са штедне књижице (ТВ)                            |                                                             |
| 1967.      | Посета малој планети (ТВ)                               |                                                             |
| 1967.      | Љубав на плајваз (ТВ)                                   |                                                             |
| 1967.      | Волите се људи (серија)                                 |                                                             |
| 1967.      | Парничари (серија)                                      |                                                             |
| 1967.      | Дежурна улица (серија)                                  | Представник синдиката                                       |
| 1968.      | Горски цар (серија)                                     |                                                             |
| 1968.      | Максим нашег доба (серија)                              | Човек на шалтеру банке                                      |
| 1969.      | Месечев излазак (кратак филм)                           |                                                             |
| 1969.      | Баксуз (мини-серија)                                    |                                                             |
| 1969.      | Музиканти (серија)                                      | Ви-за-ви                                                    |
| 1969.      | Закопајте мртве (ТВ)                                    |                                                             |
| 1969.      | Убиство на свиреп и подмукао начин и из ниских побуда   | Младић                                                      |
| 1970.-те   |                                                         |                                                             |
| 1970.      | Бурдуш                                                  | Аца Циганин                                                 |
| 1970.      | Ђидо                                                    | Момак                                                       |
| 1970.      | Љубав на сеоски начин (серија)                          | Виолиниста                                                  |
| 1971.      | Дипломци (серија)                                       | Записничар                                                  |
| 1972.      | Мајстори (серија)                                       |                                                             |
| 1973.      | Наше приредбе (ТВ серија)                               | Огњен Вељача                                                |
| 1974.      | Реквијем за тешкаша (ТВ)                                | Гост у кафани                                               |
| 1974.      | Димитрије Туцовић (ТВ серија)                           |                                                             |
| 1975.      | Суђење (ТВ)                                             |                                                             |
| 1975.      | Отписани (серија)                                       | Бауер                                                       |
| 1978.      | Отац или самоћа (ТВ)                                    |                                                             |
| 1978.      | Професионалци (серија)                                  |                                                             |
| 1979.      | Слом (серија)                                           | Пуковник пешадије                                           |
| 1979.      | Јоаким (ТВ)                                             |                                                             |
| 1980.-те   |                                                         |                                                             |
| 1980.      | Интереси (кратак филм)                                  |                                                             |
| 1980.      | Врућ ветар (серија)                                     | Хотелски психолог                                           |
| 1981.      | Светозар Марковић (серија)                              |                                                             |
| 1981.      | Седам секретара СКОЈ-а (серија)                         |                                                             |
| 1983.      | Последње совуљаге и први петли (ТВ)                     | Немачки официр Мајер                                        |
| 1984.      | Бањица (ТВ серија) (серија)                             |                                                             |
| 1985.      | Држање за ваздух                                        | Свештеник                                                   |
| 1986.      | Одлазак ратника, повратак маршала (серија)              | Стаљинов начелник кабинета                                  |
| 1986.      | Сиви дом (серија)                                       | Дугоња                                                      |
| 1987.      | Сазвежђе белог дуда (серија)                            | Миле кафеџија                                               |
| 1987.      | Иванов (ТВ)                                             | Гост                                                        |
| 1987.      | И то се зове срећа (серија)                             | Јовица                                                      |
| 1988.      | Четрдесет осма — Завера и издаја (серија)               | Саветник у СКП(б)                                           |
| 1987.      | Бољи живот: Новогодишњи специјал (ТВ)                   | Мирко Павловић                                              |
| 1987-1988. | Бољи живот (серија)                                     | Мирко Павловић                                              |
| 1990.-те   |                                                         |                                                             |
| 1989.      | Мистер Долар (ТВ)                                       | Господин саветник без репутације                            |
| 1991.      | Тесна кожа 4                                            | Други службеник                                             |
| 1992.      | Секула невино оптужен                                   | Адвокат                                                     |
| 1993.      | Полицајац са Петловог брда (ТВ серија из 1993)          | Председник жирија за доделу књижевне награде/Директор банке |
| 1994.      | Полицајац са Петловог брда (ТВ серија из 1994) (серија) | Председник жирија за доделу књижевне награде/Директор банке |
| 1994.      | Биће боље                                               | Купац аутомобила Јанковић                                   |
| 1995.      | Театар у Срба (серија)                                  | Стеван Сремац                                               |
| 1995.      | Крај династије Обреновић (серија)                       | Генерал Милош Васић                                         |
| 1998.      | Повратак лопова                                         | Таксиста                                                    |
| 2000.-те   |                                                         |                                                             |
| 2002.      | Породично благо 2 (серија)                              | Службеник у суду                                            |